# Bahnbetriebswerk Krefeld

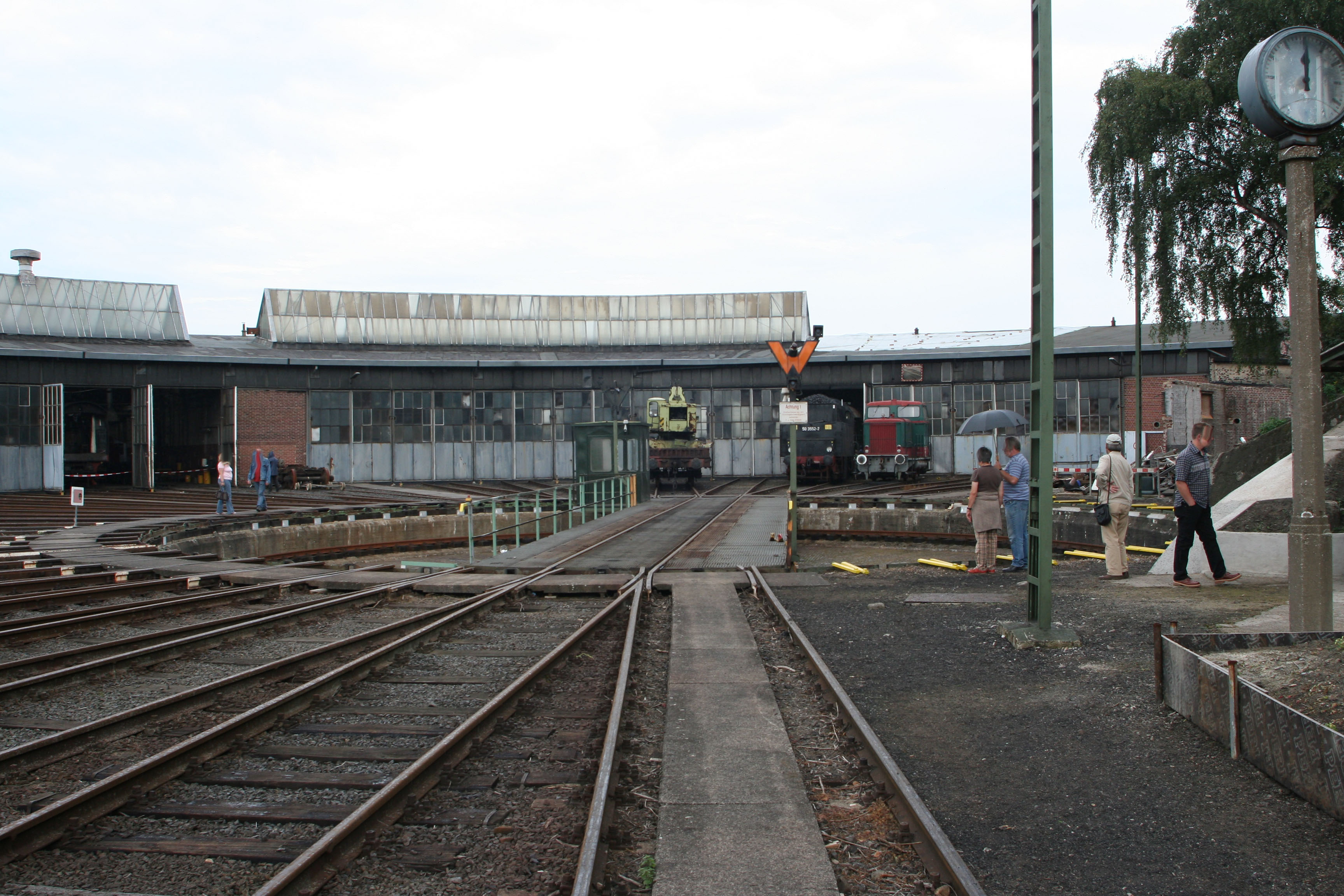
Ringlokschuppen, Schinkenplatz, Krefeld

Das Bahnbetriebswerk Krefeld liegt am Bahnhof Krefeld Hauptbahnhof. Es ist heute ein Baudenkmal.

## Geschichte
Mit dem Bau des Werkes wurde 1900 begonnen. Es wurde im Jahr 1992 als selbständige Dienststelle aufgelöst.
Das Werk wurde bis 1999 von der Deutschen Bahn genutzt und im November 2003 verkauft. Seit dem 1. Januar 2004 ist die 'Bahnbetriebswerk Krefeld Betriebs-GmbH & Co. KG' Besitzer des Bahnbetriebswerk, in den Bauten ist ein Servicecenter für Eisenbahnfahrzeuge untergebracht. Für die Erhaltung und Pflege der Anlage ist die "Stiftung Historisches Bahnbetriebswerk Krefeld" und ein Förderverein verantwortlich.
Wegen seiner Bedeutung für die Geschichte der Stadt wurde es von der Stadt Krefeld in die Denkmalliste aufgenommen. Es handelt sich um das letzte erhaltene Betriebswerk im Rheinland, das die Bauweise solcher Werke zwischen dem Beginn des 20. Jahrhunderts und dem Ersten Weltkrieg anschaulich macht.

## Betriebsanlagen
Die Anlagen des Werkes liegen an der Dießemer Straße in Seitenlage an den Streckengleisen Richtung Köln und Duisburg. Es ist so an den Personenbahnhof angebunden, dass über Weichenverbindungen alle Bahnsteiggleise direkt angefahren werden können.
Der 19-ständige Ringlokschuppen in Backsteinbauweise hat ein Pultdach mit Oberlicht zur Gleisseite und zweiflügelige rechteckige Zufahrtstore. Die Schuppengleise sind mit Arbeitsgruben ausgestattet. Die Zufahrt zum Schuppen erfolgt über eine 23-m-Drehscheibe in Schweißkonstruktion, die nach dem Zweiten Weltkrieg eingebaut wurde. Neben dem Ringlokschuppen existiert noch eine viergleisige rechteckige Triebwagenhalle, die über eine Gleisharfe erreichbar ist.
Die Bekohlung der Dampflokomotiven erfolgte über eine hochliegende Sturzbühne mit eigenem Zufahrtsgleis für die Anlieferung der Kohle. Das Ausschlacken erfolgte an einer Schlackegrube neben der Bekohlungsanlage. Die Besandungsanlage mit dem Lagergebäude ist heute nicht mehr funktionsfähig erhalten.

## Weblink
- bw-krefeld.net